# Списак епизода серије Јунаци нашег доба

Серија Јунаци нашег доба емитује се на каналу РТС 1 од 17. децембра 2019. Прва сезона је почела са емитовањем 17. децембра 2019. и има 21 епизоду. 
Друга сезона је почела са емитовањем 23. новембра 2021. на каналу Суперстар ТВ и има 24 епизоде.

## Преглед
| Сезона | Сезона | Епизоде | Епизоде | Оригинално емитовање | Оригинално емитовање |
| Сезона | Сезона | Епизоде | Епизоде | Премијера            | Финале               |
| ------ | ------ | ------- | ------- | -------------------- | -------------------- |
|        | 1.     | 21      | 21      | 17. децембар 2019.   | 7. јануар 2020.      |
|        | 2.     | 24      | 24      | 23. новембар 2021.   | 31. децембар 2021.   |

## Епизоде

### 1. сезона (2019–2020)
| Бр. еп. (укупно) | Бр. еп. (у сезони) | Наслов         | Редитељ              | Сценариста                  | Премијера          |
| ---------------- | ------------------ | -------------- | -------------------- | --------------------------- | ------------------ |
| 1                | 1                  | „Епизода 1.1”  | Михаило Вукобратовић | Синиша Павић и Љиљана Павић | 17. децембар 2019. |
| 2                | 2                  | „Епизода 1.2”  | Михаило Вукобратовић | Синиша Павић и Љиљана Павић | 18. децембар 2019. |
| 3                | 3                  | „Епизода 1.3”  | Михаило Вукобратовић | Синиша Павић и Љиљана Павић | 19. децембар 2019. |
| 4                | 4                  | „Епизода 1.4”  | Иван Стефановић      | Синиша Павић и Љиљана Павић | 20. децембар 2019. |
| 5                | 5                  | „Епизода 1.5”  | Михаило Вукобратовић | Синиша Павић и Љиљана Павић | 21. децембар 2019. |
| 6                | 6                  | „Епизода 1.6”  | Михаило Вукобратовић | Синиша Павић и Љиљана Павић | 23. децембар 2019. |
| 7                | 7                  | „Епизода 1.7”  | Михаило Вукобратовић | Синиша Павић и Љиљана Павић | 24. децембар 2019. |
| 8                | 8                  | „Епизода 1.8”  | Иван Стефановић      | Синиша Павић и Љиљана Павић | 25. децембар 2019. |
| 9                | 9                  | „Епизода 1.9”  | Михаило Вукобратовић | Синиша Павић и Љиљана Павић | 26. децембар 2019. |
| 10               | 10                 | „Епизода 1.10” | Михаило Вукобратовић | Синиша Павић и Љиљана Павић | 27. децембар 2019. |
| 11               | 11                 | „Епизода 1.11” | Михаило Вукобратовић | Синиша Павић и Љиљана Павић | 28. децембар 2019. |
| 12               | 12                 | „Епизода 1.12” | Иван Стефановић      | Синиша Павић и Љиљана Павић | 29. децембар 2019. |
| 13               | 13                 | „Епизода 1.13” | Михаило Вукобратовић | Синиша Павић и Љиљана Павић | 30. децембар 2019. |
| 14               | 14                 | „Епизода 1.14” | Михаило Вукобратовић | Синиша Павић и Љиљана Павић | 31. децембар 2019. |
| 15               | 15                 | „Епизода 1.15” | Михаило Вукобратовић | Синиша Павић и Љиљана Павић | 1. јануар 2020.    |
| 16               | 16                 | „Епизода 1.16” | Иван Стефановић      | Синиша Павић и Љиљана Павић | 2. јануар 2020.    |
| 17               | 17                 | „Епизода 1.17” | Михаило Вукобратовић | Синиша Павић и Љиљана Павић | 3. јануар 2020.    |
| 18               | 18                 | „Епизода 1.18” | Михаило Вукобратовић | Синиша Павић и Љиљана Павић | 4. јануар 2020.    |
| 19               | 19                 | „Епизода 1.19” | Михаило Вукобратовић | Синиша Павић и Љиљана Павић | 5. јануар 2020.    |
| 20               | 20                 | „Епизода 1.20” | Иван Стефановић      | Синиша Павић и Љиљана Павић | 6. јануар 2020.    |
| 21               | 21                 | „Епизода 1.21” | Михаило Вукобратовић | Синиша Павић и Љиљана Павић | 7. јануар 2020.    |

### 2. сезона (2021–2022)
| Бр. еп. (укупно) | Бр. еп. (у сезони) | Наслов          | Редитељ              | Сценариста                  | Премијера          |
| ---------------- | ------------------ | --------------- | -------------------- | --------------------------- | ------------------ |
| 22               | 1                  | „Епизода 2.1”   | Михаило Вукобратовић | Синиша Павић и Љиљана Павић | 23. новембар 2021. |
| 23               | 2                  | „Епизода 2.2”   | Михаило Вукобратовић | Синиша Павић и Љиљана Павић | 24. новембар 2021. |
| 24               | 3                  | „Епизода 2.3”   | Михаило Вукобратовић | Синиша Павић и Љиљана Павић | 25. новембар 2021. |
| 25               | 4                  | „Епизода 2.4”   | Михаило Вукобратовић | Синиша Павић и Љиљана Павић | 29. новембар 2021. |
| 26               | 5                  | „Епизода 2.5”   | Михаило Вукобратовић | Синиша Павић и Љиљана Павић | 30. новембар 2021. |
| 27               | 6                  | „Епизода 2.6”   | Михаило Вукобратовић | Синиша Павић и Љиљана Павић | 1. децембар 2021.  |
| 28               | 7                  | „Епизода 2.7”   | Михаило Вукобратовић | Синиша Павић и Љиљана Павић | 2. децембар 2021.  |
| 29               | 8                  | „Епизода 2.8”   | Михаило Вукобратовић | Синиша Павић и Љиљана Павић | 6. децембар 2021.  |
| 30               | 9                  | „Епизода 2.9”   | Михаило Вукобратовић | Синиша Павић и Љиљана Павић | 7. децембар 2021.  |
| 31               | 10                 | „Епизода 2.10”  | Михаило Вукобратовић | Синиша Павић и Љиљана Павић | 8. децембар 2021.  |
| 32               | 11                 | „Епизода 2.11”  | Михаило Вукобратовић | Синиша Павић и Љиљана Павић | 9. децембар 2021.  |
| 33               | 12                 | „Епизода 2.12”  | Михаило Вукобратовић | Синиша Павић и Љиљана Павић | 13. децембар 2021. |
| 34               | 13                 | „Епизода 2.13”  | Михаило Вукобратовић | Синиша Павић и Љиљана Павић | 14. децембар 2021. |
| 35               | 14                 | „Епизода 2.14”  | Михаило Вукобратовић | Синиша Павић и Љиљана Павић | 15. децембар 2021. |
| 36               | 15                 | „Епизода 2.15”  | Михаило Вукобратовић | Синиша Павић и Љиљана Павић | 16. децембар 2021. |
| 37               | 16                 | „Епизода 2.16”  | Михаило Вукобратовић | Синиша Павић и Љиљана Павић | 20. децембар 2021. |
| 38               | 17                 | „Епизода 2.17”  | Михаило Вукобратовић | Синиша Павић и Љиљана Павић | 21. децембар 2021. |
| 39               | 18                 | „Епизода 2.18”  | Михаило Вукобратовић | Синиша Павић и Љиљана Павић | 22. децембар 2021. |
| 40               | 19                 | „Епизода 2.19”  | Михаило Вукобратовић | Синиша Павић и Љиљана Павић | 23. децембар 2021. |
| 41               | 20                 | „Епизода 2.'20” | Михаило Вукобратовић | Синиша Павић и Љиљана Павић | 27. децембар 2021. |
| 42               | 21                 | „Епизода 2.'21” | Михаило Вукобратовић | Синиша Павић и Љиљана Павић | 28. децембар 2021. |
| 43               | 22                 | „Епизода 2.'22” | Михаило Вукобратовић | Синиша Павић и Љиљана Павић | 29. децембар 2021. |
| 44               | 23                 | „Епизода 2.'23” | Михаило Вукобратовић | Синиша Павић и Љиљана Павић | 30. децембар 2021. |
| 45               | 24                 | „Епизода 2.'24” | Михаило Вукобратовић | Синиша Павић и Љиљана Павић | 31. децембар 2021. |